# José de Almada Negreiros
José Sobral de Almada Negreiros (Santo Tomé, 7 de abril de 1893- Lisboa,15 de junio de 1970) fue un pintor, poeta, dramaturgo, escenógrafo, bailarín, actor y escritor portugués.

## Biografía
Nació en lo que entonces era la colonia de Santo Tomé y Príncipe, hijo del escritor António Lobo de Almada Negreiros y la mestiza Elvira Freire Sobral. Creció y se educó en Lisboa.  
En 1913 realizó su primera exposición individual. En 1915 publicó varios de sus poemas en la revista de arte Orpheu. Durante los años siguientes su producción artística fue amplia, realizando pinturas de caballete, murales, vitrales, dibujos y escenografías, así como novelas, obras de teatro y poemas. Fue un artista clave para el arte moderno de Portugal, siendo influenciado por el cubismo y, principalmente, por el futurismo. Durante la dictadura de António de Oliveira Salazar realizó varias obras propagandísticas, pero la mayoría de su trabajo criticaba fuertemente la sociedad de esa época.
Describió su pensamiento sobre la vanguardia artística de Portugal en cuatro Manifiestos, en los que denunciaba el arte obsoleto del pasado, y animaba a interesarse por  la modernidad.
En Madrid fueron conocidos los relieves que realizó en 1929 para la fachada del antiguo cine San Carlos, en la calle de Atocha, obra del arquitecto Eduardo Lozano Lardet. Fueron desapareciendo y sustituidos en décadas posteriores, cuando el cine pasó a ser Teatro Kapital.
En 1934 se casó con la pintora Sarah Afonso, después de haber regresado de París y Múnich. En ese año, la pareja tuvo su único hijo, José Afonso de Almada Negreiros, quien posteriormente se casó con María José de Sampaio e Melo de Vasconcelos, nieta del político portugués Augusto de Vasconcelos.

## Reconocimientos
En 1966 fue elegido miembro honorario de la Academia Nacional de Bellas Artes.
La Fundación Calouste Gulbenkian le dedicó en 2017 una retrospectiva donde se exhibieron más de 400 obras del artista.

## Obras
- A Questão dos Painéis (1926)
- Nome de Guerra (1925)
- Pierrot e Arlequim (1924)
- A Invenção do Dia Claro (1921)
- A Invenção do Corpo (1921)
- Histoire du Portugal par Coeur (1919)
- O Jardim da Pierrette (1918)
- K4, O Quadrado Azul (1917)
- Ultimatum às Gerações Futuristas Portuguesas do Século XX (1917)
- Manifesto Anti-Dantas (1915)
- O Sonho da Rosa (1915)
- A Engomadeira (1915)
- A Cena do Ódio (1915)